# Reyerstunnels
De Reyerstunnels zijn een tunnelcomplex gelegen in de Belgische hoofdstad Brussel. De tunnels verbinden de A3/E40 met de R21 en de N23. Ze maken allemaal deel uit van complex 18 van de A3/E40.

## Reyers-Meiser
De Reyers-Meisertunnel is een korte tunnel met twee tunnelbuizen van 100 en 120 meter voor het verkeer van en naar de R21 Noord (richting Meiser). De tunnel werd geopend in 1972 en wordt dagelijks door 13000 wagens gebruikt.

## Reyers-Montgomery
De Reyers-Montgomerytunnel is een relatief korte tunnel met twee tunnelbuizen van 130 en 140 meter voor het verkeer van en naar de R21 Zuid (richting Montgomery). De tunnel werd geopend in 1974 en wordt dagelijks door 15000 wagens gebruikt.

## Reyers-centrum
De Reyers-centrumtunnel verbindt de A3 met de Kortenberglaan (N23), richting stadscentrum.  De tunnel werd geopend in 1974 en wordt dagelijks door 15000 wagens gebruikt. Er zijn plannen om deze tunnel te verlengen tot de Wetstraat, waardoor het verkeer niet meer bovengronds langs het Schumanplein moet. De plannen zijn echter voor onbepaalde tijd uitgesteld.

## Kortenbergtunnel
Ook de Kortenbergtunnel maakt deel uit van het tunnelcomplex bij Reyers. Terwijl de Reyers-centrumtunnel het verkeer van de A3 naar het stadscentrum verzorgt, leidt de Kortenbergtunnel (en de Belliardtunnel het verkeer van de stadscentrum (Kleine Ring) naar de A3. Met de bouw van de Belliard- en Kortenbergtunnel werd pas gestart aan het einde van de jaren 80. Beide tunnels openden in 1993.
Annie Cordytunnel · Baljuwtunnel · Belliardtunnel · Boileautunnel · Deltatunnel · Georges Henritunnel · Hallepoorttunnel · Jubelparktunnel ·Koninginnetunnel · Kortenbergtunnel · Kruidtuintunnel · Kunst-Wettunnel · Louizatunnel · Madoutunnel · Montgomerytunnel · Naamsepoorttunnel · NAVO-tunnel · Pachecotunnel · Reyerstunnel · Rogiertunnel · Stefaniatunnel · Tervurentunnel · Troontunnel · Van Praettunnel · Vleurgattunnel · Wettunnel · Woluwetunnel